# Pteraster obscurus
Pteraster obscurus är en sjöstjärneart som först beskrevs av Perrier 1891.  Pteraster obscurus ingår i släktet Pteraster och familjen knubbsjöstjärnor.

## Underarter
Arten delas in i följande underarter:
- P. o. obscurus
- P. o. ornatus